# Geografija Romunije
Z 238.400 kvadratnimi kilometri je Romunija dvanajsta največja država v Evropi. Leži v jugovzhodnem delu Evrope, meji na Črno morje, je na pol poti med ekvatorjem in severnim polom ter je enako oddaljena od zahodnega dela Evrope – Atlantske obale – in najbolj vzhodnega Urala. Romunija ima 3195 kilometrov državne meje.Na vzhodu sta Moldavija in Ukrajina, na jugu je Bolgarija, na zahodu sta Srbija in Madžarska. Na jugovzhodu je 245 kilometrov morske obale.

## Zgodovina
Tradicionalno je Romunija razdeljena na več zgodovinskih regij, ki nimajo nobene upravne vloge:
- Dobrudža je najbolj vzhodna regija, ki se razprostira na severnem bregu Donave do obale Črnega morja;
- Moldavija se razteza od vzhodnih Karpatov do reke Prut na moldavski in ukrajinski meji;
- Vlaška je na jugu Transilvanskih Alp do bolgarske meje in je z reko Olt razdeljena v Oltenio na zahodu in   Muntenio na vzhodu. Donava je naravna meja med Muntenio in Dobrujo;
- osrednjezahodno območje, Transilvanija, je omejeno z lokom Karpatov, ki ga ločuje od območja Maramureșa na severozahodu, z območjem Crișana, ki meji na Madžarsko na zahodu, in Banatom na jugozahodu, ki meji na Madžarsko in Srbijo. Na območjih zahodno od Karpatov živi največ narodnih manjšin v državi – Madžari, Nemci in Srbi.

Zunanje meje Romunije so posledica nedavnih dogodkov. Ob izbruhu prve svetovne vojne je ozemlje države vključevalo samo Vlaško, Moldavijo in Dobrujo. To območje, znano pod imenom Regat ali Staro kraljestvo, je nastalo z razpadom Osmanskega cesarstva sredi 19. stoletja. Ob koncu prve svetovne vojne je Romunija pridobila Transilvanijo in Banat. Nekaj tega ozemlja je bilo izgubljeno med drugo svetovno vojno, vendar so bila po pogajanjih vrnjena Romuniji. Čeprav je to združilo približno 85 odstotkov romunsko govorečega prebivalstva vzhodne Evrope v en narod, je pod romunsko vlado prešlo precej etničnih Madžarov. Spori med Madžarsko in Romunijo glede tega ozemlja so bili redni, saj sta ga obe obravnavali kot del svoje narodne dediščine. Vprašanja so se občasno pojavljala tudi glede zgodovinske veljavnosti sovjetsko-romunske meje. Bukovina in Besarabija, nekdanji romunski pokrajini, v katerih je pomemben odstotek romunskega prebivalstva, so bili del Sovjetske zveze od konca druge svetovne vojne do njenega razpada in nato del (nekdanje sovjetske) države Ukrajine in Moldavije. Kljub stalnim in morebitnim sporom pa od leta 1989 Romunija nima teritorialnih zahtev.

## Topografija
Naravna krajina Romunije je skoraj enakomerno razdeljena med gore (31 odstotkov), nižavja (33 odstotkov) in gričevje (36 odstotkov). Te raznovrstne reliefne oblike so precej simetrično razdeljene s Karpati, ki segajo v višino več kot 2500 metrov, in do delte Donave, ki je le nekaj metrov nad morjem.
Na spodnjem seznamu je 12 vrhov, višjih od 2500 m:
| Vrh                    | Pogorje | Okrožje                    | Višina (m) |
| ---------------------- | ------- | -------------------------- | ---------- |
| Moldoveanu             | Făgăraș | Sibiu                      | 2544       |
| Negoiu                 | Făgăraș | Sibiu                      | 2535       |
| Viștea Mare            | Făgăraș | Brașov                     | 2527       |
| Lespezi                | Făgăraș | Sibiu                      | 2522       |
| Parângu Mare           | Parâng  | Gorj, Hunedoara            | 2519       |
| Peleaga                | Retezat | Hunedoara                  | 2509       |
| Păpușa                 | Retezat | Hunedoara                  | 2508       |
| Vânătoarea lui Buteanu | Făgăraș | Sibiu                      | 2507       |
| Omu                    | Bucegi  | Prahova, Brașov, Dâmbovița | 2505       |
| Cornul Călțunului      | Făgăraș | Sibiu                      | 2505       |
| Bucura Dumbravă        | Bucegi  | Prahova, Brașov, Dâmbovița | 2503       |
| Dara                   | Făgăraș | Sibiu                      | 2500       |

Lok Karpatov se razprostira več kot 1000 kilometrov skozi središče države in pokriva območje 71.000 kvadratnih kilometrov. Gore so nizke do srednje visoke nadmorske višine in niso širše od 100 kilometrov. Globoko so razdrobljene z vzdolžnimi in prečnimi dolinami, ki so jih ustvarile reke. Te značilnosti in mnogo prelazov – nekateri na višini do 2256 metrov – povzročajo, da so Karpati bolj prehodni in niso taka ovira za gibanje kot druga evropska gorstva. Še ena značilnost je, veliko je erodiranih planot na sorazmerno visokih višinah. Naselja so nad 1200 metrov.
Karpati v Romuniji se delijo na: Vzhodne, Južne ali Transilvanske Alpe in Zahodne. Vsako območje ima pomembne značilnosti. 
Vzhodne Karpate sestavljajo tri vzporedne verige, ki potekajo od severozahoda proti jugovzhodu. Zahodni greben je ugaslo vulkansko območje s številnimi ohranjenimi stožci in kraterji. Sicer jih sestavljajo peščenjaki, konglomerati in apnenci. Najvišji vrh je Pietrosu (2303 m). Območje ima več velikih kotlin, v največji leži mesto Brașov. V teh kotlinah so pomembni rudarski in industrijski centri, pa tudi kmetijska območja. Vzhodni Karpati so pokriti z gozdovi, približno 32 odstotkov vseh gozdov v Romuniji. Imajo tudi pomembne rude, tudi zlato in srebro, izviri mineralne vode pa oskrbujejo številna zdravilišča.
Južni Karpati (tudi Transilvanske Alpe) so ledeniško preoblikovani in iz starejših kamnin. Imajo najvišje vrhove, najvišji je Moldoveanu (2544 m) in drugi najvišji je Negoiu (2535 m), in več kot 150 ledeniških jezer. Tu so obsežna travišča in nekatera gozdna območja, nekaj velikih kotlin in podzemnih virov. Na višjih nadmorskih višinah sta veter in dež obrusila skale v spektakularne figure, kot so sfinga in gobe (babele).
Regija je bila prekrita s starodavno mrežo čezkarpatskih cest, ostanki stare rimske ceste so še vedno vidni. Številni prelazi in doline rek Olt, Jiu in Donave zagotavljajo pot cestam in železnicam skozi gore.
Zahodni Karpati so najnižji od treh območij in razdrobljeni s številnimi globokimi dolinami. Zgodovinsko so delovali kot vrata, ki so omogočala enostaven prehod, vendar jih je bilo mogoče zlahka braniti. Najbolj znana od teh so Porțile de Fier (Železna vrata) na Donavi. Zahodni Karpati so najgosteje naseljeni, na najsevernejšem območju v Apusenih so stalna naselja na najvišjih nadmorskih višinah.
Transilvanska planota je zaprta v velikem loku Karpatov, leži na višini 300–600 m, ima široke doline rek, je hribovita in gričevnata, največja planota (kotlina) v državi in središču Romunije. Na zahodu jo zapira Banatsko hribovje (Munții Apuseni) iz gnajsov in kristalastih skrilavcev (najvišji vrh Cucurbǎta Mare, 1849 m). Ta pomembna kmetijska regija ima tudi velike zaloge metana in soli. Na jugu in vzhodu Karpatov so Podkarpati, ki oblikujejo razgiban teren med 396 do 1006 metrov nadmorske višine. Ta teren se na zahodu nadaljuje z rahlo nižjim Zahodnim hribovjem. Simetrija romunskega reliefa se nadaljuje z visoko planoto Getic južno od Podkarpatov, Moldavsko visoko planoto na vzhodu med Podkarpati in reko Prut ter Dobrujino visoko planoto na jugovzhodu med Donavo in Črnim morjem. Podkarpati in območja visokih planot zagotavljajo dobre razmere za naselitev ljudi in so pomembna območja sadjarstva, vinogradništva in drugih kmetijskih dejavnosti. Ima tudi velike zaloge rjavega premoga in zemeljskega plina.
Ob vznožju Karpatov in visokih planot se ravnice razprostirajo na jugozahod in zahod. V južnih predelih države je spodnje Donavsko nižavje prerezano z reko Olt; vzhodno od reke je Vlaško nižavje, na zahodu pa je Oltsko ali Zahodno nižavje. Tukaj je prst bogata, prevladuje černozjom, in je najpomembnejša živinorejska regija v Romuniji. Namakanje se pogosto uporablja, pri čemer so močvirja v poplavni ravnini Donave poplavljena in kanalizirana za zagotavljanje dodatne obdelovalne zemlje.
Najnižjo pokrajino v Romuniji najdemo na severnem robu območja Dobrudže (Dobrogea) v delti Donave. Delta je trikotno močvirno območje močvirja, plavajočih otokov iz trstičevja in peščenih bregov, kjer se Donava konča po treh kilometrih in se razdeli v tri krake, preden se izlije v Črno morje. Delta Donave zagotavlja ribe, trstičevje pa se uporablja za pridobivanje celuloze. Regija je naravni rezervat za redke vrste rastlinskega in živalskega sveta, tudi za ptice selivke.

## Hidrografija
Vsa Romunija spada v povodje Črnega morja.

### Reke
Donava po vstopu v državo na jugozahodu pri Baziasu že teče približno 1075 kilometrov (skoraj 40 % celotne dolžine) skozi ali vzdolž romunskega ozemlja in oblikuje južno mejo s Srbijo in Bolgarijo. Skoraj vse romunske reke so neposredno ali posredno pritoki Donave in do izliva Donave v Črno morje pomenijo skoraj 40 odstotkov vsega pretoka. Pomembnejše romunske reke so Mureș, Olt, Prut, Siret, Ialomița, Nekeș, Argeș, Someș, Jiu, Bistrița, Timiș, Crișul Alt, Beli, Črni in Hitri Kriš ter Buzău. Romunske reke segajo predvsem vzhodno, zahodno in južno od osrednjega grebena Karpatov. Napajajo jih padavine in taljenje snega, kar povzroča precejšnje nihanje pretokov in občasno katastrofalne poplave. Na vzhodu rečne vode zbirata Siret in Prut. Na jugu reke tečejo neposredno v Donavo, na zahodu pa Tisa zbira vode na madžarskem ozemlju.
Nekatere večje reke v Romuniji so:
| Ime      | Dolžina (km) | Povodje (km²) |
| -------- | ------------ | ------------- |
| Donava   | 1075         | 817.000       |
| Mureș    | 761          | 28.310        |
| Prut     | 742          | 11.990        |
| Olt      | 615          | 24.050        |
| Siret    | 559          | 42.890        |
| Ialomița | 417          | 10.350        |
| Someș    | 376          | 15.740        |
| Argeș    | 350          | 12.550        |
| Jiu      | 339          | 10.080        |

Donava je daleč najpomembnejša reka v Romuniji, ne le za prevoz, ampak tudi za pridobivanje elektrike. Ena največjih hidroelektrarn v Evropi je pri Železnih vratih, kjer Donava teče skozi Karpate oziroma sotesko Džerdap. Donava je pomembna vodna pot za domači ladijski promet, pa tudi za mednarodno trgovino. Plovna je vzdolž celotnega romunskega ozemlja in za ladje iz morja do pristanišča Brăila. Očitna težava pri uporabi reke Donave za notranji prevoz je njena oddaljenost od večine glavnih industrijskih središč. Poleg tega močvirske brežine in trajne poplave ovirajo plovbo na nekaterih območjih.

### Jezera
Nekatera romunska jezera:
ledeniška jezera
| Ime          | Površina (ha) | Volumen (mil. m³) | Okrožje   |
| ------------ | ------------- | ----------------- | --------- |
| Bucura       | 10,5          | 0,5               | Hunedoara |
| Zănoaga Mare | 9,0           | 1,0               | Hunedoara |
| Bâlea        | 4,7           | 0,2               | Sibiu     |
| Câlcescu     | 3,0           | 0,1               | Gorj      |

kraterska jezera
| Ime        | Površina (ha) | Volumen (mil. m³) | Okrožje  |
| ---------- | ------------- | ----------------- | -------- |
| Sfânta Ana | 22,0          | 0,6               | Harghita |

kraška jezera
| Ime           | Površina (ha) | Volumen (mil. m³) | Okrožje   |
| ------------- | ------------- | ----------------- | --------- |
| Zăton         | 20,0          | 1,0               | Mehedinti |
| Iezerul Ighiu | 5,3           | 0,2               | Alba      |
| Vintileasca   | 4,7           | 0,1               | Vrancea   |

v kotlinah
| Ime                | Površina (ha) | Volumen (mil. m³) | Okrožje |
| ------------------ | ------------- | ----------------- | ------- |
| Ianca              | 322           | 1,6               | Brăila  |
| Movila Miresii     | 180           | 4,5               | Brăila  |
| Lacul Sarat-Brăila | 39            | 0,2               | Brăila  |

gorska jezera
| Ime        | Pogorje     | Rečna dolina | Tip                | Nadmorska višina (m) | Površina (ha) | Največja globina |
| ---------- | ----------- | ------------ | ------------------ | -------------------- | ------------- | ---------------- |
| Fântânele  | Gilău       | Someșu Cald  | umetno (zajezitev) | 990                  | 980           | 92               |
| Vidraru    | Făgăraș-Sud | Argeș        | umetno (zajezitev) | 830                  | 893           | 155              |
| Vidra Lake | Parâng      | Lotru        | umetno (zajezitev) | 1289                 | 1035          | 109              |
| Bicaz      | Ceahlău     | Bistrița     | umetno (zajezitev) | 513                  | 3000          | 90               |

## Podnebje
Zaradi svojega položaja na jugovzhodnem delu evropske celine ima Romunija podnebje, ki je prehodno med zmernim in celinskim. Podnebne razmere so nekoliko spremenjene zaradi raznovrstnega reliefa države. Karpati ovirajo zračne mase z Atlantika in omejujejo njihove oceanske vplive na zahodu in središču države, tako da so zime blažje zime in močnejše padavine. Gore tudi blokirajo celinske vplive na obsežne ravnine na severu v Ukrajini, ki prinašajo ledene zime in manj dežja na jugu in jugovzhodu. Na skrajnem jugovzhodu sredozemski vplivi ponujajo blažje pomorsko podnebje. Povprečna letna temperatura na jugu je 11 °C, na severu pa 8 °C . V Bukarešti se temperatura giblje od –29 °C januarja do 29 °C v juliju s povprečno temperaturo 3 °C januarja in 23 °C v juliju. Padavine, dovolj jih je po vsej državi, se zmanjšujejo z zahoda na vzhod in od planin do ravnic. Nekatera gorska območja vsako leto prejmejo več kot 1010 mm padavin. Letna količina padavin je približno 635 mm v osrednji Transilvaniji, 521 mm na Iași v Moldaviji in le 381 mm v Constanți na Črnem morju.

## Tla in rastje
V Moldaviji in Vlaškem nižavju so najrodovitnejša puhlična tla (černozjom). V Transilvaniji in hribovju prevladujejo rjava tla. V nižinah prevladujejo listnati gozdovi (hrast, bukev, črni gaber), v višjih predelih Karpatov so iglasti gozdovi smreke in jelke. Ob Donavi so poplavni gozdovi.

## Skrajne točke
- Geografske koordinate: 46°00′N 25°00′E / 46.000°N 25.000°E
- najsevernejša točka: Horodiștea, vas v okrožju Botoșani na meji z Ukrajino, 48°15′N 26°42′E / 48.250°N 26.700°E
- najjužnejša točka: Zimnicea, mesto v okrožju Teleorman na meji z Bolgarijo, 43°37′N 25°23′E / 43.617°N 25.383°E
- najzahodnejše točka: Beba Veche, vas v okrožju Timiș na meji z Madžarsko in Srbijo, 46°07′N 20°15′E / 46.117°N 20.250°E
- najvzhodnejša točka: Sulina, mesto v okrožju Tulcea v delti Donave. 45°09′N 29°41′E / 45.150°N 29.683°E

## Površina
- skupaj: 238.391 km² 
  - kopno: 231.231 km²
  - voda: 7160 km²

## Državne meje
- skupaj: 3149,9 km
  - z Bolgarijo 631 km, Madžarsko 448 km, Moldavijo 681 km, Srbijo 546 km in Ukrajino 649 km.

## Obala
- dolžina: 245 km
- pomorske zahteve: Kačji otok
- zunanji morski pas: 24 morskih milj (44,4 km)
- epikontinentalna polica: globina 200 m ali globina izkoriščanja
- izključna ekonomska cona: 200 morskih milj (370,4 km)
- teritorialno morje: 12 morskih milj (22,2 km)

## Površje
Osrednja transilvanska kotlina je ločena od Moldavskega nižavja na vzhodu s Karpati in od Vlaškega nižavja na jugu s Transilvanskimi Alpami.
Skrajne višine:
- najnižja točka: Črno morje 0 m
- najvišja točka: vrh Moldoveanuja 2544 m

Naravni viri: nafta (stalno upada), les, zemeljski plin, premog, železova ruda, sol, njive, hidroelektrarne
Raba tal:
- obdelovalna zemljišča: 41 %
- trajni nasadi: 3 %
- trajni pašniki: 21 %
- gozdovi in poraščena zemljišča: 29 %
- drugo: 6 % (ocena iz leta 1993)

Namakana zemljišča:  31.020 km² (leta 1993)
Naravne nesreče: potresi so pogostejši na jugu in jugozahodu; geološka struktura in podnebje spodbujata plazove.

## Okolje
Značilni so: erozija in degradacija tal; onesnaževanje vode; onesnaževanje zraka na jugu zaradi industrijskih odpadnih vod; onesnaženje mokrišč delte.
Mednarodni sporazumi:
- Romunija je pogodbenica mnogih okoljskih sporazumov, kot so o onesnaževanju zraka, pogodbe o Antarktiki, o biotski pestrosti, podnebnih spremembah, širjenju puščav, ogroženih vrstah, okoljskih spremembah, nevarnih odpadkih, pravu morja, jedrskih poskusih, zaščiti ozonske plasti, onesnaženju z ladij, mokriščih ter
- podpisnica neratificiranih sporazumov o onesnaževanju zraka z obstojnimi organskimi onesnaževalci, okoljskega protokola o Antarktiki in kjotskega protokola.